# Lista de presidentes da Polônia

Escudo de armas da Polônia.

O presidente da Polônia é o chefe de estado daquele país. Atualmente é eleito para um mandato de 5 anos.
Esta é a lista dos presidentes da Polônia após 1918, ano em que o país tornou-se independente do Império Russo.

## Presidentes daSegunda República Polonesa(1918-1939)

Bandeira da Segunda República Polonesa (1918-1939).

| N.º | Nome                    | Retrato | Título              | Início do mandato      | Fim do mandato          | Sigla do partido |
| --- | ----------------------- | ------- | ------------------- | ---------------------- | ----------------------- | ---------------- |
| 1.  | Józef Klemens Piłsudski |         | Chefe de Estado     | 14 de novembro de 1918 | 14 de dezembro de 1922  | Nenhum           |
| 2.  | Gabriel Narutowicz      |         | Presidente          | 14 de dezembro de 1922 | 16 de dezembro de 1922† | PSL "Wyzwolenie" |
| –   | Maciej Rataj            |         | Presidente interino | 16 de dezembro de 1922 | 22 de dezembro de 1922  | PSL "Piast"      |
| 3.  | Stanisław Wojciechowski |         | Presidente          | 22 de dezembro de 1922 | 14 de maio de 1926      | PSL "Piast"      |
| –   | Maciej Rataj            |         | Presidente interino | 14 de maio de 1926     | 4 de junho de 1926      | PSL "Piast"      |
| 4.  | Ignacy Mościcki         |         | Presidente          | 4 de junho de 1926     | 30 de setembro de 1939  | Sanacja          |

## A Polônia sob ocupação nazista (1939-1944)
Adolf Hitler invadiu a Polônia em setembro de 1939. A 30 de setembro do mesmo ano, o último presidente da república, Ignacy Mościcki, renunciou e exilou-se na Romênia. O governo polonês reuniu-se no exílio em Paris e nomeou Władysław Raczkiewicz como presidente no exílio.
De 1939 até 1944 a Polônia não teve chefe de estado, tendo sido o seu território incorporado à Alemanha Nazista.
Em 1944, Bolesław Bierut tornou-se chefe do Conselho Nacional de Estado, na medida em que as forças nazistas foram expulsas do país pelo avanço das tropas soviéticas.

## Presidentes da Polónia no exílio (1939-1989)
| N.º | Nome                     | Retrato | Início                 | Final                  |
| --- | ------------------------ | ------- | ---------------------- | ---------------------- |
| 1.  | Władysław Raczkiewicz    |         | 30 de setembro de 1939 | 6 de junho de 1947     |
| 2.  | August Zaleski           |         | 6 de junho de 1947     | 7 de abril de 1972     |
| 3.  | Stanisław Ostrowski      |         | 9 de abril de 1972     | 8 de abril de 1979     |
| 4.  | Edward Bernard Raczyński |         | 8 de abril de 1979     | 8 de abril de 1986     |
| 5.  | Kazimierz Sabbat         |         | 8 de abril de 1986     | 19 de julho de 1989    |
| 6.  | Ryszard Kaczorowski      |         | 19 de julho de 1989    | 22 de dezembro de 1990 |

## Presidentes do Conselho Popular (1944-1947)
| N.º     | Nome                               | Retrato             | Título                         | Início                 | Final                  | Partido |
| ------- | ---------------------------------- | ------------------- | ------------------------------ | ---------------------- | ---------------------- | ------- |
| 5. (1.) | Bolesław Bierut (Primeiro mandato) |                     | Presidente do Conselho do Povo | 1 de janeiro de 1944   | 4 de fevereiro de 1947 | PPR     |
| 6. (2.) | Franciszek Trąbalski               | ––––––––––––––––––– | Presidente do Conselho do Povo | 4 de fevereiro de 1947 | 4 de fevereiro de 1947 | PPS     |
| 7. (3.) | Władysław Kowalski                 |                     | Presidente do Conselho do Povo | 4 de fevereiro de 1947 | 5 de fevereiro de 1947 | PPS     |

Bandeira do Conselho do Povo (1944-1947).

Em 1947 o resultado das primeiras eleições parlamentares foi manipulado para favorecer os comunistas, que obtiveram 417 das 434 cadeiras do Sejm. Uma reforma constitucional no mesmo ano aumentou o poder do Partido Operário Unificado Polaco (PZPR).
Em 1952 foi criada uma nova constituição, que aboliu o cargo de presidente da república. O título do chefe de estado polonês passou a ser Chefe do Conselho de Estado. Bolesław Bierut, que era o Primeiro Secretário do Partido Comunista da Polônia tornou-se o líder de fato do país.

## Chefes do Conselho de Estado daRepública Popular da Polônia(1947-1989)
| N.º      | Nome                                   | Retrato | Título                      | Início                 | Final                  | Partido |
| -------- | -------------------------------------- | ------- | --------------------------- | ---------------------- | ---------------------- | ------- |
| 8. (1.)  | Bolesław Bierut (Segundo mandato)      |         | Presidente do RPP           | 5 de fevereiro de 1947 | 20 de novembro de 1952 | PZPR    |
| 9. (2.)  | Aleksander Zawadzki                    |         | Chefe do Conselho de Estado | 20 de novembro de 1952 | 7 de agosto de 1964†   | PZPR    |
| 10. (3.) | Edward Ochab                           |         | Chefe do Conselho de Estado | 12 de agosto de 1964   | 10 de abril de 1968    | PZPR    |
| 11. (4.) | Marian Spychalski                      |         | Chefe do Conselho de Estado | 10 de abril de 1968    | 23 de dezembro de 1970 | PZPR    |
| 12. (5.) | Józef Cyrankiewicz                     |         | Chefe do Conselho de Estado | 23 de dezembro de 1970 | 28 de março de 1972    | PZPR    |
| 13. (6.) | Henryk Jabłoński                       |         | Chefe do Conselho de Estado | 28 de março de 1972    | 6 de novembro de 1985  | PZPR    |
| 14. (7.) | Wojciech Jaruzelski (Primeiro mandato) |         | Chefe do Conselho de Estado | 6 de novembro de 1985  | 19 de julho de 1989    | PZPR    |
| 14. (7.) | Wojciech Jaruzelski (Segundo mandato)  |         | Presidente do RPP           | 19 de julho de 1989    | 31 de dezembro de 1989 | PZPR    |

Bandeira da República Popular da Polônia (1947-1989).

Em 1989 o Solidariedade participou pela primeira vez em eleições legislativas polonesas e sagrou-se vitorioso. Uma fórmula de compromisso permitiu ao general Wojciech Jaruzelski permanecer como presidente, porém tendo Tadeusz Mazowiecki, do Solidariedade, como primeiro-ministro.
Em 1990, nas primeiras eleições presidenciais após o fim do regime comunista, foi eleito Lech Wałęsa, eletricitário e líder sindical do Solidariedade, que estivera preso durante a ditadura de Jaruzelski em 1981.

## Presidentes daTerceira República Polonesa(1989- presente)

Bandeira da Polônia.

| N.º      | Nome                                   | Retrato | Título              | Início                 | Final                  | Partido                            | Fonte(s)                                                                                            |
| -------- | -------------------------------------- | ------- | ------------------- | ---------------------- | ---------------------- | ---------------------------------- | --------------------------------------------------------------------------------------------------- |
| 14. (1.) | Wojciech Jaruzelski (Terceiro mandato) |         | Presidente do RP    | 31 de dezembro de 1989 | 22 de dezembro de 1990 | PZPR                               | |
| 15. (2.) | Lech Wałęsa                            |         | Presidente do RP    | 22 de dezembro de 1990 | 22 de dezembro de 1995 | Solidarność                        | |
| 16. (3.) | Aleksander Kwaśniewski                 |         | Presidente do RP    | 23 de dezembro de 1995 | 23 de dezembro de 2005 | SdRP                               | |
| 17. (4.) | Lech Kaczyński                         |         | Presidente do RP    | 23 de dezembro de 2005 | 10 de abril de 2010†   | PiS                                | |
| –        | Bronisław Komorowski                   |         | Presidente interino | 10 de abril de 2010    | 8 de julho de 2010     | PO                                 | |
| –        | Bogdan Borusewicz                      |         | Presidente interino | 8 de julho de 2010     | 8 de julho de 2010     | PO                                 | |
| –        | Grzegorz Schetyna                      |         | Presidente interino | 8 de julho de 2010     | 6 de agosto de 2010    | PO                                 | |
| 18. (5.) | Bronisław Komorowski                   |         | Presidente do RP    | 6 de agosto de 2010    | 6 de agosto de 2015    | PO                                 | [ 1 ]                                                                                               |
| 19. (6.) | Andrzej Duda                           |         | Presidente do RP    | 6 de agosto de 2015    | 6 de agosto de 2025    | PiS                                | [ 2 ] [ 1 ]                                                                                         |
| 20 (7.)  | Karol Nawrocki                         |         | Presidente do RP    | 6 de agosto de 2025    | No cargo               | Independente ( Direito e Justiça ) | https://www.euronews.com/my-europe/2025/06/02/who-is-polands-newly-elected-president-karol-nawrocki |